# Salón Legislativo de Delaware
El Salón Legislativo de Delaware (en inglés, Delaware Legislative Hall) es el capitolio del estado de Delaware está ubicado en la ciudad capital del estado de Dover en la Avenida Legislativa que alberga las cámaras y oficinas de la Asamblea General de Delaware. Fue diseñado en el estilo arquitectónico neocolonial británico por E. William Martin y Norman M. Isham, y construido entre 1931 y 1933, con alas agregadas de 1965 a 1970, 1994. 

## Arquitectos
El edificio fue construido de ladrillo rojo con molduras de madera blanca, diseñado en el estilo neocolonial británico por E. William Martin y Norman Isham, bajo la dirección de la Comisión de Edificios y Terrenos del Estado, creada por el gobernador C. Douglass Buck en 1931 durante la Gran Depresión. Inicialmente, la comisión fue otorgada a Isham, pero Alfred Victor Du Pont protestó por su nombramiento (con el argumento de que Isham no era un residente de Delaware); por lo tanto, se contrató al arquitecto local Martín. La influencia de Isham es clara cuando se nota el parecido de muchos detalles arquitectónicos con Old Colony House en Newport, un edificio que Isham también había restaurado en 1932.

## Historia y estructura

### Antigua State House
El capitolio original de Delaware era State House (ahora conocido como Old State House), ubicada en The Green en Dover. Fue encargado originalmente por el condado de Kent como el Palacio de Justicia del condado de Kent, y se construyó entre 1787 y 1791, cuando se convirtió en la Casa del Estado. El condado de Kent y el gobierno estatal compartieron el edificio hasta 1873, cuando el gobierno del condado de Kent se trasladó. La Casa del Estado se utilizó hasta la finalización del Salón Legislativo.
Hoy, la Old State House ha sido restaurada a su apariencia del siglo XVIII y ahora es un museo que incluye el sitio de una antigua sala de audiencias y las antiguas cámaras de la legislatura estatal. La cámara de la Cámara contiene retratos de Thomas Sully del comodoro Jacob Jones y el comodoro Thomas Macdonough, de la Armada de los Estados Unidos, héroes de Delaware que sirvieron en las Guerras berberiscas y la Guerra de 1812.

### Salón Legislativo
Legislative Hall está enfrente de Old State House en el centro comercial. La estructura se completó y se inauguró en 1933. De 1965 a 1970, se agregaron alas norte y sur flanqueantes a los lados del edificio, dando a cada miembro de la Asamblea una oficina además de un escritorio en una de las cámaras legislativas. El arquitecto George Fletcher Bennet de Dover diseñó la expansión.
En 1994, se agregaron dos alas más, que brindan más espacio de oficina para los legisladores y el personal, así como salas de audiencias y reuniones, en el lado este/trasero del edificio. Esta expansión fue diseñada por la firma The Architects Studio, con sede en Wilmington. Además, todo el interior del Salón Legislativo fue renovado en un proyecto de tres fases durante los próximos tres años durante los veranos de 1995, 1996 y 1997, incluida la remodelación de las cámaras de la Cámara y el Senado, así como el vestíbulo, la cafetería y muchas oficinas. Este proyecto fue diseñado por la firma Moeckel Carbonell Associates de Wilmington.
Además de las cámaras de la Cámara de Representantes y el Senado de Delaware, el Salón Legislativo también incluye el espacio utilizado por las dos agencias de personal no partidistas de la Asamblea General, la División de Investigación y la Oficina del Contralor General, así como oficinas para el gobernador y vicegobernador durante la sesión de la Asamblea General.
En el salón Legislativo se encuentra el Salón de Gobernadores, decorado con retratos de todos los gobernadores anteriores de Delaware excepto uno. El edificio también alberga otros retratos, entre los cuales destacan los de figuras políticas y militares como James Frank Allee, James A. Bayard el mayor, Bradford B. Barnes, James A. Bayard, Jr., Henry Clay Conrad, Richard S. Cordrey, Samuel Francis. Du Pont, Vera Gilbride Davis, J. Allen Frear, Jr., Herman Holloway, Sr., Calvin R. McCullough, Eli M. Saulsbury, John Wales, John Jay Williams, Presley Spruance, Willard Saulsbury, Sr. y Willard Saulsbury, Jr.

## Galería

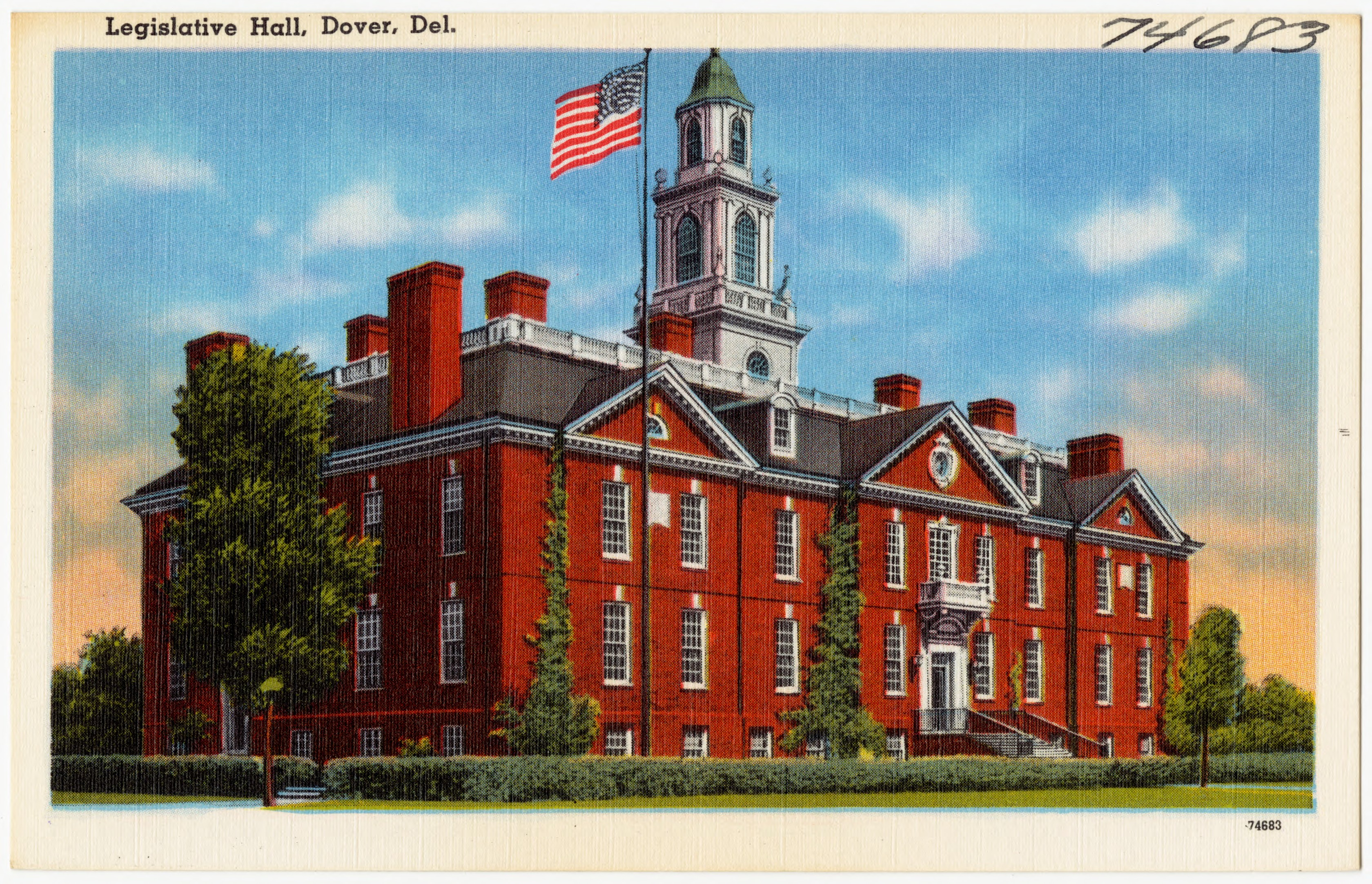
Postal de los años 1930
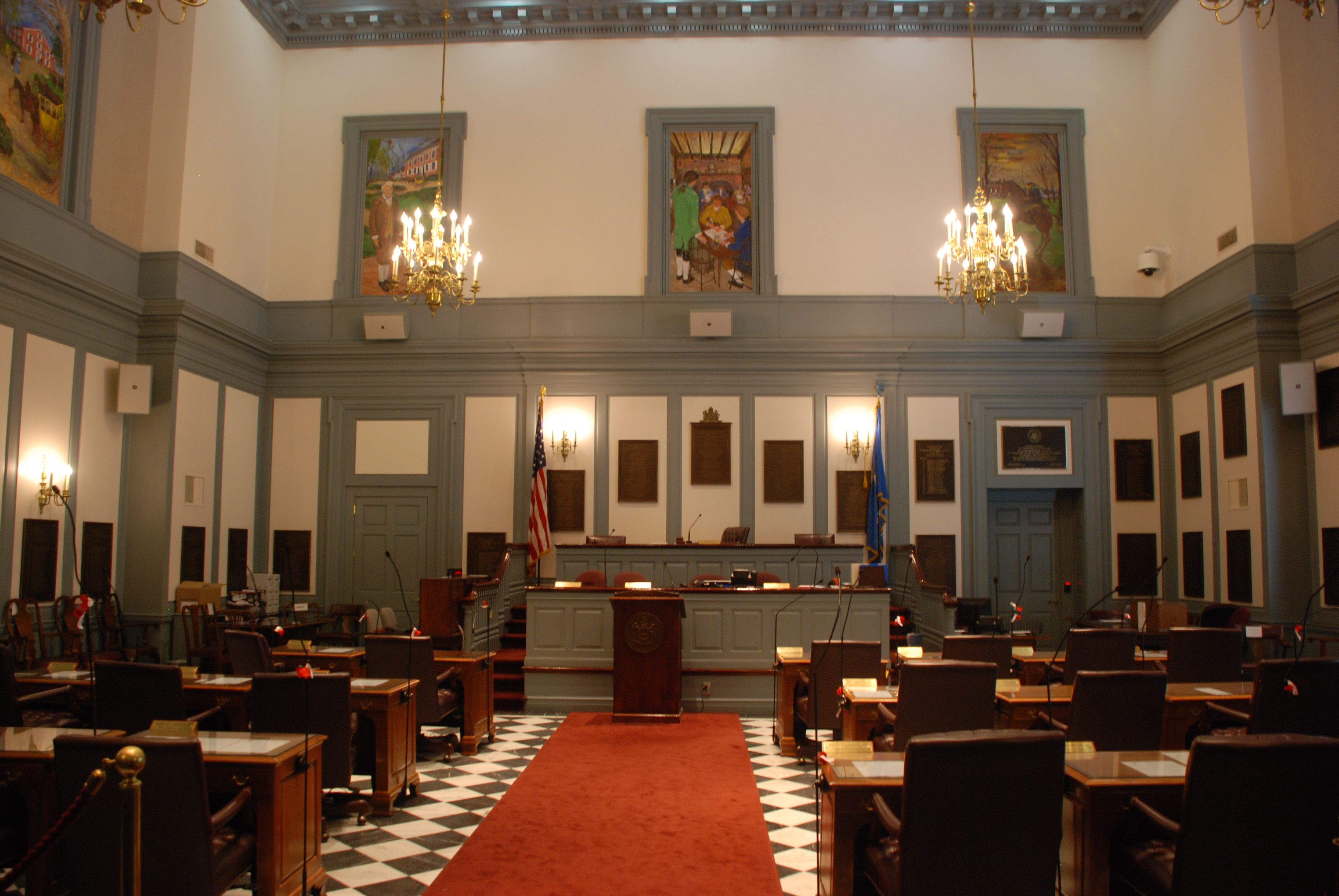
Senado de Delaware
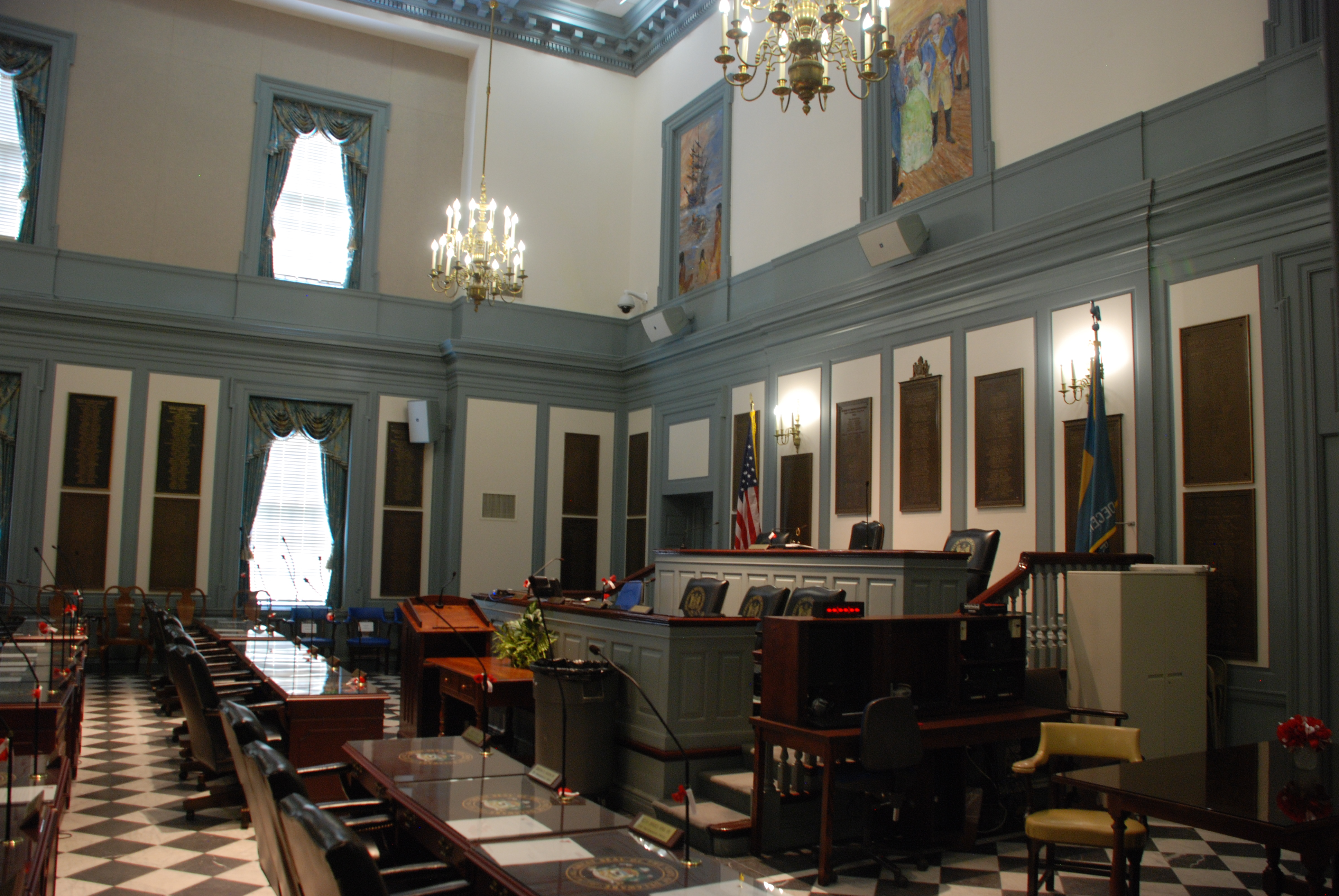
Cámara de Delaware
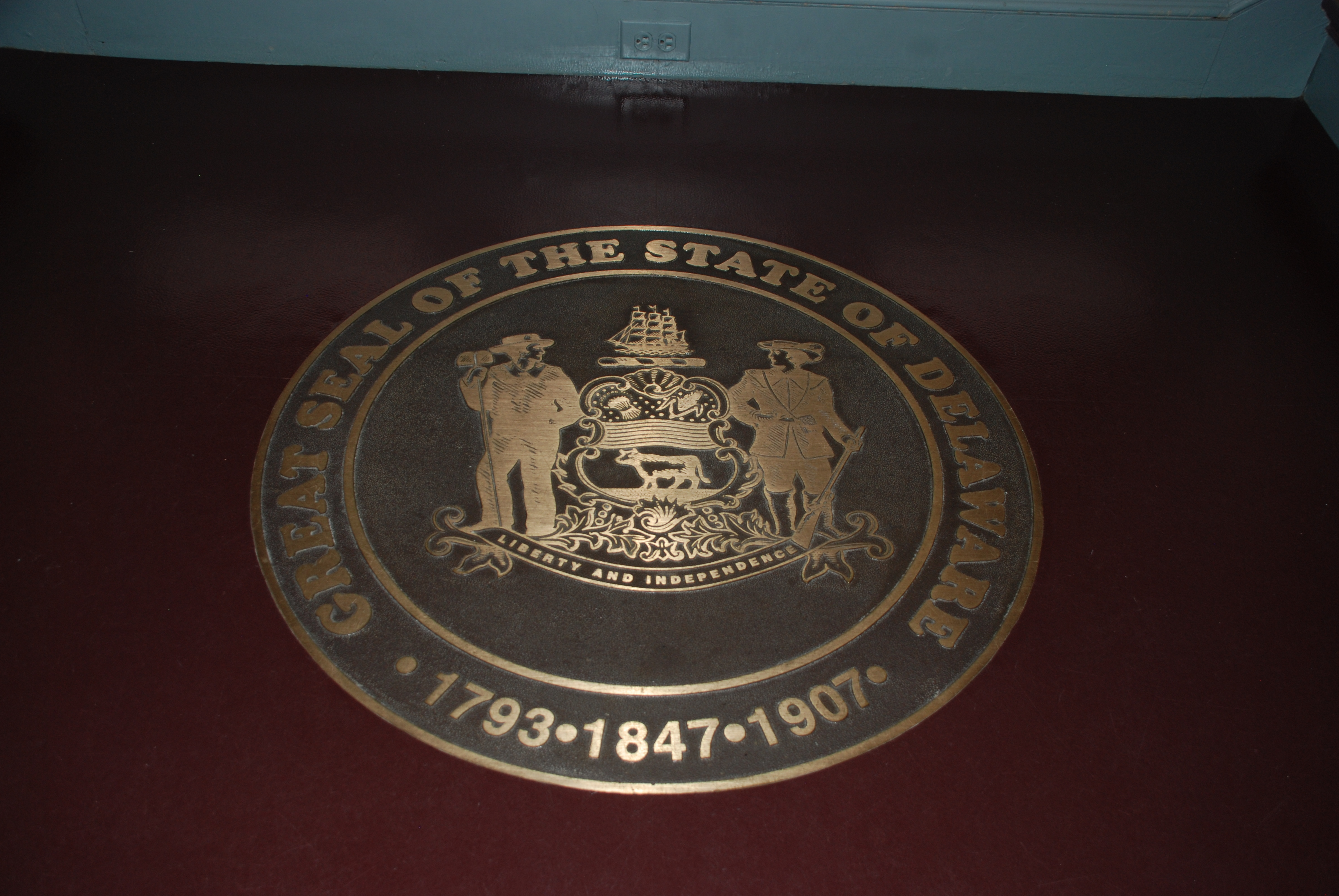
Sello del Estado